# Мороз Захар Петрович
Захар Петрович Мороз (30 жовтня 1904, Немирів, тепер Вінницька область — 29 червня 1958, Київ) — український радянський літературознавець і драматург.

## Життєпис

Могила Захара Мороза, Байкове кладовище

Член КПРС з 1926 року. Учасник німецько-радянської війни. Закінчив Інститут червоної професури у Києві (1937).
Викладав у вишах, з 1947 був науковим співробітником Інституту літератури імені Т. Г. Шевченка АН УРСР.
Помер на 54-му році життя 29 червня 1958 року. Похований на Байковому кладовищі (ділянка № 13, 50°25′4.76″ пн. ш. 30°30′24.54″ сх. д. / 50.4179889° пн. ш. 30.5068167° сх. д.).

### Родина
- Донька — літературознавиця, мистецтвознавиця, доктор філологічних наук Лариса Мороз (нар. 1940).
- Син — кінорежисер Олексій Мороз (нар. 1946).

## Доробок
Автор праць з історії української драматургії, п'єс («Звичайна дівчина», «Чудодійна сила», «Моряк і чорнобурка» та ін.).